# 子どものための哲学
子どものための哲学（こどものためのてつがく、英: Philosophy for Children, P4C、P4Cは、ぴーふぉーしーという頭文字の読みから由来した略称）とは、子どもに推論方法や議論のスキルを教えることを目指した教育運動のことである。「若者のための哲学（Philosophy for Young People）」、「小さな子どものための哲学（Philosophy for Kids）」という名の同様の動きもある。これらの運動がしばしば掲げる目標として、哲学教育を通じたより実質的な民主主義社会の実現が挙げられる。一方で、高等教育の場では、哲学を小中学校や大学で教える際の代替的方法を開発する研究も伝統的に進められている（「哲学教育」の項目も参照のこと）。
発達心理学の大家ジャン・ピアジェは、子どもが批判的思考を身につけるのは11歳か12歳以降であると考えたが、小さな子どもを教えている多くの哲学者や教師の経験によると、初等教育の初期段階において哲学的探究を行うことは子どもにとって有益だといえる根拠がある。加えて、経験的証拠によると、生育段階初期の子どもに推論方法を教えることによって、その他の認知的・学術的能力も飛躍的に高まり、学習能力全般が向上するとされる。

## 方法
P4Cの教授法は多様である。しかし、マシュー・リップマンや子どもの哲学推進研究所（Institute for the Advancement of Philosophy for Children, IAPC）の流れを汲む人々を含む実践者の多くは、哲学者ジョン・デューイの仕事に由来する探求の共同体（community of inquiry）という手法を重視している。ここで、「授業」ではなく「探求」という言葉が選ばれる理由は、子どものグループが協力して問題に取り組むときに、教師は権威を持つ情報源としてではなく、あくまでファシリテーターとして振る舞うからである。
典型的な探求では、生徒のグループはテクスト、絵、写真、映像など、思考を促す材料を与えられる。その材料が示す概念を同定することに一定の時間が費やされた後、参加者は材料に関する自らの哲学的問いかけを提起し、どの問題を全員で探求するかを投票で決める。議論はたいてい円の形で行われ、教師／ファシリテーターが時折介入し、参加者の思考をより深めるための補助を行うが、その際にグループ内で生まれている関心を尊重し、論脈を活かすように注意が払われる。

## 世界における著名な理論家とそのスタイル
子どものための哲学の理論家の間にある違いで最も顕著な点の一つは、何を教材とするか、つまり何をもって議論をスタートするかである。ガレス・マシューズによれば、若い学生の哲学的思考を深める上で「最も影響力のある人物」はマシュー・リップマンであるが、1970年代に子どものための哲学運動の口火を切ったのがまさにリップマンであった。1960年代に全米各地の大学で起きた学生運動を目の当たりにしたリップマンは、哲学的な批判的思考がより早い段階で教えられるべきだと実感した。1974年、彼はモントクレア州立大学に「子どものための哲学推進研究所（Institute for the Advancement of Philosophy for Children, IAPC）」を設立した。リップマンの方法とは、哲学的な関心をそそるような物語教材を子どもに読み聞かせ、それに対して哲学的問いかけで返すよう促す、というものであった。共同探求で扱うテーマを決め、教師はファシリテーター（促進者）であると同時に一緒に探求する人として振る舞う。授業は対話を通じて進行し、生徒は普通、円の形に座り、順番に発言していく。流れとしては、問いかけに対する回答を提案する、意見を表明する、議論を展開する、反論する、例を挙げる、基準を設ける、他の生徒の考えをさらに進めるなどしていき、対話のきっかけとなった最初の哲学的問いかけを解決することを目指す。リップマンの学習理論、教授法、カリキュラム設計の思想は、アメリカのプラグマティスト哲学者ジョン・デューイの教育哲学に大きな影響を受けたものである。IAPCで使われた教材の多くはリップマン自身が書いた哲学的な小説であり、代表的な作品としては1969年に出版された『ハリー・ストットルマイヤーの発見（Harry Stottlemeier's Discovery）』がある。その他の理論家は、リップマンの業績を参考にしながら、彼が元々開発した授業用の小説や教授法を補うような教育資源や学習アクティビティを生み出していった。よく知られた例として、フィル・カムが作った教育資源が挙げられる。リップマンは大学以前の段階における世界初の体系的な哲学教育カリキュラムを作り上げ、子どものための哲学を研究する修士課程・博士課程も設立した。また、学術誌の『Thinking: The Journal of Philosophy for Children』も創設した。
ガレス・マシューズは多様な学生を教えてきたが、主に教えたのは初等教育の後期段階の生徒（5年生前後）だった。マシューズの方法では、生徒が積極的に哲学的な雰囲気を作り、「自分自身の哲学的問題を作り出す」ことが促される。彼の最もよく知られている技法とは、哲学的に興味をそそる物語を最初に提示するというものである。その後、生徒のコメントを筆記記録し、物語の登場人物にそのセリフを語らせ、次のクラスで物語と議論の続きを行った。こうしたやりとりの記録は著書の『子どもは小さな哲学者（Dialogues With Children）』で読むことができる。
ウィトウォーターストランド大学（南アフリカ）のカリン・ムリスとプリマス大学（イギリス）のジョアンナ・ヘインズは、目的のはっきりとした教材の代わりに、子ども向けの絵本を哲学教育に用いる手法を広めた。マウント・ホリヨーク大学（アメリカ、マサチューセッツ州）のトム・ウォーターバーグは、絵本を使って哲学を行うための議論プランを数多く書いている。
イギリスは子どものための哲学が非常に多様に実践されている国であるが、それは当地にはフリーランスの教育者がたくさんおり、それぞれが異なる教授法を用いながら競合し、ときには協力するという状況にあるからである。ロジャー・サトクリフの実践ではニュース記事を用いる。スティーブ・ウィリアムズは哲学的問いを提起することだけでなく、議論の型がしっかりとした対話を行うことを重視している。ウィル・オードは、対立する概念を対比させたショッキングな写真を使用する。ジェイソン・バックリーは、より身体的でゲーム的なアプローチを取り入れており、子どもが様々な問題に直面した登場人物になりきって物語を演じながら哲学する「哲学ごっこ（Philosophy in Role）」を実践している。
ピーター・ウォーリーとエマ・ウォーリーが共同設立した哲学ファンデーション（Philosophy Foundation）に所属する専門哲学教師（全員哲学科の卒業生）は、哲学的な内容が濃厚な教材を用いており、思考実験を提起するほか、哲学の古典に由来する伝統的な問題につながる物語やアクティビティを取り入れている。注意深く構造化された問いかけの方策を取ることで思考能力を育成し、若いうちによい思考の習慣を身につけさせることが狙いである。問いかけを工夫することでプラトンのように対話を導入し、哲学的な問題から焦点を外さないようにしているのである。興味深いことに、彼らの方法論によって、初等教育後期から中等教育段階の生徒でも、哲学的な文章を扱ってメタ分析ができるようになるのである。
イギリスに拠点を置く「シンキング・スペース（Thinking Space）」は哲学者のグレース・ロビンソンによって設立されたが、このスペースでは哲学者や教育者のネットワークが提携し、遊戯や実験を交えた協働を行っている。アーティスト、科学者、研究者などを含む幅広い実践者の力を借りることで、子どもや若者に対して生きた哲学的問題を提供することが狙いである。シンキング・スペースの最も顕著な取り組みとして、リーズ大学との協働による「リーズ哲学交流（Leeds Philosophy Exchange）」プログラムがある。これは学部生向けの正規の授業であり、シンキング・スペースで訓練を受けた教師と協力して、リーズ大学哲学科の学生が地元の学校で哲学的探究のファシリテーターになるというものである。
子どもとともに哲学を行う顕著な実践例としては、クリス・フィリップスがシーザー・チャベス小学校（アメリカ合衆国カリフォルニア州サンフランシスコミッション地区）で行っている「フィロソファーズ・クラブ（Philosophers Club）」がある。
ノートルダム・ド・ナミュール大学のウィリアム・バリー教授は、「子どもと共同体のための哲学（Philosophy for Children and Community, P4c²）」と呼ばれる新たなアプローチをサンフランシスコのベイエリアで開始した。P4Cを進化させたこの実践では、若者が批判的思考力を持つ新米アクション・リサーチャーになると同時に、探求の共同体における重要な一員になることで、参加者全員の自己実現を目指している。バリーのP4c²構想におけるもう一つの重要な要素は、探求の共同体に参加することで、実践において質が持つ意味を質転換理論（TQ Theory）を通じて理解し、それによって子どもが存在論的な重みを獲得することである。近年、リビング・リーダーシップ・トゥデイ（Living Leadership Today）有限会社創立者のマリア・レイチェルによってカリフォルニアのシリコンバレーにP4c²研究所（The Institute of P4c²）が作られ、オンラインの国際的学術誌『International Journal of Transformative Research』が創刊された。

## プログラム、大会、出版物
アメリカ合衆国には、大学で行われている哲学講義を公立学校向けに提供するアウトリーチ活動はたくさんあり、次に挙げる大学がその代表例である。マサチューセッツ大学ボストン校、シカゴ大学、カリフォルニア州立大学ロングビーチ校、マウント・ホリヨーク大学、モントクレア州立大学、ミシガン州立大学、ハワイ大学マノア校、ノートルダム・ド・ナミュール大学、ニューヨーク州立大学プラッツバーグ校。
シカゴ大学では、市民の知識プロジェクト（Civic Knowledge Project）の一環として、在学生がシカゴのサウスサイドにある学校で教えている。この授業は「ウィニング・ワーズ（Winning Words）」と呼ばれており、シカゴの小中高校生と放課後に行うものである。 このプログラムの目的は、地元の若者に対して哲学、推論、そして対話やレトリックといった言語技術を教えることによって、生徒の自尊心を高めると同時に、広く哲学的素材に親しんでもらうことである。アメリカ哲学協会にも認知されているこのプログラムの内容には、哲学の概論とソクラテス式問答法だけでなく、ライティング、スピーチ、ディベート、演劇、詩、アートの技術も含まれている。教材にはソクラテス式問答法が用いられており、生徒の批判的思考力、推論能力、表現能力が高まるようになっている。こうした思考・コミュニケーション方法によってセンス・オブ・ワンダーを育むことができるが、それは真剣な内省、知的能力の向上、そして倫理的反省の源になるのである。2012年2月に、アメリカ哲学協会にある大学進学以前の哲学に関する委員会は、中央部会の定期会合にてこのウィニング・ワーズと市民の知識プロジェクトを取り上げた。
こうした動きに加えて、子どものための哲学ノースウェストセンター（ワシントン州シアトル）のような独立センターも登場し始めている。ノースウェストセンターはシアトル地区でのワークショップ活動をワシントン州全体にまで拡張し、哲学教育をK-12教育（幼稚園から高校卒業までの期間の教育）に取り入れる手法を広めている。
アメリカ合衆国の教育省が1990年代初頭にこういったプログラムに対する予算を削減する以前には、哲学的省察・批判的思考一般を扱うK-12向けの学校プログラムの数は全米で5,000以上存在していた。この数字は現在に至るまで急激に減少している。
子どものための哲学推進研究所は、その卓越性とイノベーションについてアメリカ哲学協会にも認められた機関である。この研究所はリップマンの方法を用いて、哲学的な関心をそそるような物語を読み聞かせ、生徒が自らの哲学的問題を見出し、それを問うことを促す活動を行っており、モントクレア公立学校システムとの提携のもとで非常に長い間K-12の生徒を教えてきた。生徒は自らの問いを発するように促され、哲学的ファシリテーター（IAPCのメンバー）の補助によって哲学的能力を伸ばすとともに、批判的、ケア的、創造的な思考力を向上させ、最初に与えられた問いに応えるには「どうすれば、あるい何を信じるのが一番よいか」について理性的な判断に至るようになる。IAPCには大きな教師準備教育部門があり、議論プランを含む教師向けの授業マニュアルを提供している。このマニュアルは、哲学的議論をファシリテートするためにデザインされたもので、生徒からよく聞かれる質問にも対応できるような内容になっている。IAPCメンバーは学校の生徒と直接関わるだけでなく、得意先として、プロもしくはプロを目指している教員、学校職員、政策立案者、教育学や哲学などが専門の大学教員や学生ともやりとりしている。IAPCの育てた教員は世界中で活躍しており、学んだカリキュラムを母国に持ち帰って実践している。オーストラリアでは、哲学と子どもに関する機関が入門的なワークショップを行い、学校や教師向けの授業を行っている。
年に一度、「フィロソフィー・スラム（Philosophy Slam）」というK-12の生徒のための大会が開かれている。若い生徒は自らの哲学的思索を示す絵を提出し、学年が上の生徒は高度な哲学的文章を提出する。
イギリスでは、リーズ大学にグレース・ロビンソンが指揮する「リーズ哲学交流（Leeds Philosophy Exchange）」というプログラムがあり、学生が学校で活動する機会を提供している。ブリストル大学の「ブリストル哲学交流（Bristol Philosophy Exchange）」も同様のプログラムで、哲学専攻の学生と小学校教師が交流し、毎週の子どもとの哲学的探究に参加することで能力と知識を共有している。
教育的慈善団体の「哲学ファンデーション（The Philosophy Foundation、旧称Philosophy Shop）」は、哲学科の卒業生を訓練し、小学生や中高生と一緒に哲学をする能力を身につけさせた上で全国の学校に派遣している。また、訓練により他分野でも有用な哲学のスキル（質問能力、思考力、討論能力）を身につけた教師を育て、第3期の教育ステージを含む全ての教育段階において探求を主軸においた教育方法を促進している。
SAPEREはイギリスの慈善団体で、イギリス全土のP4C教師を訓練している。
シンキング・スペースは学校と協力し、専門的知識を持った哲学者と教師を結びつける創造的な哲学プロジェクトを推進している。
ヨーロッパ大陸では「子どもとともにする哲学（philosophy with children, PWC）」の実践者コミュニティの増大を受け、1993年に「スティッチング・ソフィア――子どもとともにする哲学推進欧州ファンデーション（Stichting SOPHIA —The European Foundation for the Advancement of Doing Philosophy with Children）」が設立され、ユーレリア・ボッシュ（カタロニア）が会長に、カレル・ファン・デル・リーウ（オランダ）が書記に就任した。欧州共同体（現・欧州連合）のモットー「多様性の中での結束（unity through diversity）」にならい、ソフィアはヨーロッパの多様な文化・言語圏におけるすべての子どもとともにする哲学の発展を支持し、協働的な相互成長の基盤として実践者の共同体を育んだ。ソフィアのメンバーが協力し、欧州連合から資金援助を受けることで、多くの革新的なプロジェクトが生み出された。PWCプロジェクトが扱ったテーマには、アート、市民（シティズンシップ）、孤児、建築、アンチ・レイシズム、音楽、コミュニティの発展などがあった。
オーストラレーシアでのP4Cネットワークは、1980年代から拡大してきた。オーストラレーシアの各国にP4C関連の協会が設立され、「オーストラレーシア初等・中等学校哲学協会連合会（Federation of Australasian Philosophy in Schools Associations, FAPSA）」の後押しによってP4Cがオーストラレーシア中に広められることになった。FAPSAは専門的な非営利団体として学校における哲学の推進を担うと同時に、オーストラリア、ニュージーランド、シンガポールの各国にある所属協会の利益も代表している。FAPSAの主要な目的は、所属協会の教育目標の達成を支援することである。FAPSAは『Journal for Philosophy in Schools』という学術誌も発行している。
2007年には、西オーストラリア州のパースで「フィロソトン（Philosothon）」という哲学大会が誕生した。この大会はP4Cを促進するもので、歴史は短いが著しい成功を収めている。現在では、オーストラリアの各州で毎年一度フィロソトンが開催され、またPAPSAが主催するオーストラレーシア全体でのフィロソトンが毎年国を変えて行われている。フィロソトンに参加する学校の数は、オーストラレーシア、ヨーロッパ大陸、イギリス全て合わせて400を超えている。

### 学術雑誌
子どものための哲学に関する論文を掲載する学術誌にはいくつか種類がある。
- 『Thinking: The Journal of Philosophy for Children』
小さな哲学者（つまり、子ども）の作品も含まれるが、基本的には大人によって書かれた論文が掲載されている。内容は、子どものための哲学の授業の教案や、発達心理学に関する論文、また「子ども期の解釈学（Hermeneutics of childhood）」という子どもの知的・情緒的生活を考察する新しい学際的分野の論文が掲載されている。
- 『Critical and Creative Thinking: The Australasian Journal of Philosophy in Education』
- 『Analytic Teaching and Philosophical Praxis』
- 『Childhood and Philosophy』
- 『Questions: Philosophy for Young People』
この雑誌の使命は、子ども自身の哲学的内省を扱った論文を掲載することである。なので、子どもが自ら書いた論文や、授業内の対話を書き起こしてそこに教師のコメントを加えた脚本、子どもの描いた絵などが扱われている。また、フィロソフィー・スラムで優勝した子どもの論文もここで発表されている。
- 『Journal for Philosophy in Schools』（JPS）
オーストラレーシア初等・中等学校哲学協会連合会（FAPSA）が発刊する雑誌。学校に通う子どもとともにする哲学についての研究論文が掲載されている。

### 著作
子どものための哲学に関する書籍は、先に述べたマシューズやリップマンによる仕事以外にも数多く出版されている。中には子どもが一人で読むための本や、あるいは親と一緒に読むことを想定して書かれたものもあるが、それ以外は哲学者や教育者、政策立案者によって書かれた、K-12向け哲学プログラムのメリットを考察する内容の書籍が多い。下記が関連書籍のリストである（ただし、このリストは網羅的でもなければ代表的著作が選ばれているわけでもないことに注意）。
- 40 lessons to get children thinking: Philosophical thought adventures across the curriculum by Peter Worley
- Once Upon an If by Peter Worley
- Thoughtings by Peter Worley and Andrew Day
- Provocations, Philosophy in Secondary Schools by David Birch
- The Numberverse by Andrew Day
- Thinking in Education by Matthew Lipman
河野哲也、土屋陽介、村瀬智之監訳『探求の共同体――考えるための教室』玉川大学出版部、2014年
- Philosophy in the Classroom by Matthew Lipman's, Ann Margaret Sharp, Fredrick S. Oscanyan.
河野哲也、清水将吾監訳『子どものための哲学授業――「学びの場」のつくりかた』河出書房新社、2015年
- ̈Growing Up with Philosophy Matthew Lipman & Ann Margaret Sharp (eds.).
- Teaching for Better Thinking by Laurance J. Splitter and Ann M. Sharp.
- The Philosophy of Childhood by Gareth Matthews.
倉光修、梨木香歩訳『哲学と子ども――子どもとの対話から』新曜社、1997年
- Dialogues with Children by Gareth Matthews.
鈴木晶訳『続・子どもは小さな哲学者』思索社、1987年
鈴木晶訳『子どもは小さな哲学者［合本版］』新思索社、1996年
- Philosophy and the Young Child by Gareth Matthews.
鈴木晶訳『子どもは小さな哲学者』思索社、1983-1987年
鈴木晶訳『子どもは小さな哲学者［合本版］』新思索社、1996年
- Thinking Together: Philosophical Inquiry for the Classroom by Phil Cam.
桝形公也監訳『共に考える――小学校の授業のための哲学的探求』萌書房、2015年
- 20 Thinking Tools by Phil Cam.
- Thinking Stories, books 1-3 by Phil Cam.
- Teaching Ethics in Schools by Phil Cam.
- Big Ideas for Little Kids by Thomas Wartenberg
- Ethics and the Community of Inquiry: Education for Deliberative Democracy by Gilbert Burgh, Terri Field and Mark Freakley.
- Values Education in Schools: A resource book for student inquiry by Mark Freakley, Gilbert Burgh and Lyne Tilt MacSporran.
- Engaging with Ethics: Ethical Inquiry for Teachers by Mark Freakley and Gilbert Burgh
- Social Reconstruction Learning: Dualism, Dewey and Philosophy in Schools by Jennifer Bleazby.
- The Socratic Classroom: Reflective Thinking through Collaborative Inquiry by Sarah Davey Chesters.
- Pocket P4C: Getting Started with Philosophy for Children by Jason Buckley
- Philosophy for Kids: 40 Fun Questions That Help You Wonder About Everything and The Examined Life: Advanced Philosophy for Kids, both by David A. White
- Harry Potter and Philosophy: If Aristotle Ran Hogwarts, an anthology edited by David Baggett and Shawn Klein
- Sophie's World a novel by Jostein Gaarder.
須田朗監修、池田香代子訳『新装版 ソフィーの世界――哲学者からの不思議な手紙（上）（下）』NHK出版、2011-2012年
- Young Person's Guide to Philosophy from the DK series of educational books
- Wise Guy: The Life and Adventures of Socrates, a picture book version of the engaging life of Socrates by M.D. Usher and illustrator William Bramhall.
- The Philosophers' Club by Christopher Phillips and Kim Doner
- The Pig that Wants to be Eaten by Julian Baggini.
向井和美訳『100の思考実験――あなたはどこまで考えられるか』紀伊國屋書店、2012年
- Games for Thinking by Robert Fisher (UK academic)
- Stories for Thinking by Robert Fisher
- Poems for Thinking by Robert Fisher
- Philosophy for Young Children: A Practical Guide by Berys Gaut and Morag Gaut
- Philosophy in Schools edited by Michael Hand and Carrie Winstanley
- The If Machine: Philosophical Enquiry in the Classroom by Peter Worley (co-founder and CEO of The Philosophy Foundation), guided philosophy sessions for use in the classroom complete with teaching thinking strategies.
- The If Odyssey: A Philosophical Journey Through Greek Myth and Legend for 8-16 Year Olds by Peter Worley, due for publication September 2012
- The Philosophy Shop a book of philosophical stimuli from Academics around the world in aid of The Philosophy Foundation, due for publication November 2012
- The Machine Who Was Also a Boy[22] a fiction fantasy adventure book (with accompanying teaching guide) addressing philosophical paradoxes, aimed at Middle Grade students (age 10)